# Tomasz Wiktorowski
Tomasz Krzysztof Wiktorowski (ur. 10 stycznia 1981 w Warszawie) – polski tenisista, trener tenisa ziemnego.

## Życiorys
W 2005 ukończył studia na Wydziale Samochodów i Maszyn Roboczych Politechniki Warszawskiej, w 2006 studia w Wyższej Szkole Kultury Fizycznej i Turystyki w Pruszkowie.
W 2005 był trenerem Karoliny Kosińskiej. W latach 2009–2015 był kapitanem reprezentacji Polski w Fed Cup. Jako trener w sztabie jeździł na turnieje wraz z Urszulą Radwańską, a od czerwca 2011 z jej siostrą Agnieszką Radwańską, której był pełnoprawnym trenerem od 1 września 2012 (do 31 sierpnia tego roku był zatrudniony w Polskim Związku Tenisowym). Po zakończeniu przez nią kariery (listopad 2018) wraz z Marcinem Matkowskim i Krzysztofem Guzowskim powołał do życia fundację J.W. Tennis Support Foundation (Fundacja Wspierania Tenisa i Rozwoju Aktywności Fizycznej) i został prezesem zarządu. Udzielał się też jako komentator w Eurosport Polska.
Od grudnia 2019 do kwietnia 2020 był szkoleniowcem serbskiej tenisistki Olgi Danilović. Na początku grudnia 2021 podjął obowiązki trenera Igi Świątek, a 4 października 2024 ogłoszono, że oboje zakończyli współpracę.
We wrześniu 2016 ożenił się z Joanną.
Był nominowany do tytułu trenera roku 2022 WTA. Otrzymał nagrodę dla trenera roku w Plebiscycie Przeglądu Sportowego 2022.
Trener roku WTA 2023.
Postanowieniem prezydenta z 4 września 2024 został odznaczony Krzyżem Kawalerskim Orderu Odrodzenia Polski „za wybitne osiągnięcia w działalności szkoleniowej i trenerskiej, za wkład w rozwój i upowszechniane sportu”.